# کاراپت توغرماچیان
کاراپت توغرماچیان (ارمنی: Կարապետ Տուղրեմաճյան؛ زادهٔ دهه ۱۸۷۰ - درگذشته ۱۶ مهٔ ۱۹۰۴) یک فدایی و سیاستمدار اهل ارمنستان بود.

## زندگی‌نامه
در ۱۸۷۰ در ازمیت به دنیا آمد وی همچنین تنها تحت نام واهان مانوئلیان (ارمنی: Վահան Մանվելյան) شناخته می‌شود. وی عضو فدراسیون انقلابی ارمنی بود. وی در ۱۶ مهٔ ۱۹۰۴ در سن ۳۴ سالگی درگذشت .